# Ronny Svensson
Ronny Svensson, född 28 maj 1960 i Göteborg, är en svensk journalist som framförallt är verksam som filmjournalist.

## Biografi
Ronny Svensson var medlem i Göteborgsbandet Kai Martin & Stick! på 1980-talet. Han spelade trummor och gruppen gav ut fem lp-skivor.
Han gick kulturvetarlinjen vid Stockholms universitet 1989–1991. Svensson medverkade i Filmkrönikan 1992 med "Farbror Freaks hörna". Han var programledare i Kanal 5 mellan 1993 och 2002 för filmprogrammet Ronnys rullar.
Ronny Svensson är krönikör i olika tidskrifter och verksam som frilansskribent och medverkar bland annat i "Rockklassiker" och TV4. I september 2008 blev han permanent filmkritiker i Nyhetsmorgon. Sedan många år tillbaka är han konferencier på Sweden Rock Festival.
Tillsammans med Marcus Strömqvist har han producerat dvd-utgåvan av Bo Widerbergs Mannen på taket.
2016/2017 deltog Ronny Svensson i På Spåret tillsammans med Anne-Lie Rydé. Laget gick till semifinal. Året efter tävlade laget igen och förlorade båda matcherna i gruppen med några få poäng. 

## Privatliv
Ronny Svensson har varit gift med Carina Lundberg Markow med vilken han har två barn. Han har ytterligare ett barn från ett tidigare förhållande. 